# Joe D’Amato

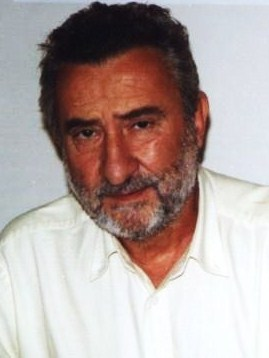
Joe D’Amato (1996)

Joe D’Amato (eigentlich Aristide Massaccesi; * 15. Dezember 1936 in Rom; † 23. Januar 1999 ebenda) war ein italienischer Filmregisseur und -produzent, Kameramann und Drehbuchautor. Er drehte an die 170 Hardcore- und Softerotikfilme und etwa 30 Action-, Fantasy-, Kriegs-, Western-, Piraten-, Horror- und Splatterfilme und gilt somit als wesentlicher Vertreter des europäischen Exploitation-Films.

## Jugend und erste Arbeiten als Kameramann und Regisseur (1967–1975)
Eigenen Aussagen zufolge begann Aristide Massaccesi bereits mit 14 Jahren am Nachmittag nach der Schule als Assistent seines Vaters, der A. C. M. gründete, eine Firma für den Vertrieb und die Produktion von Filmkameras. So half Massaccesi etwa bereits 1952 beim Warten der Kamera, dem Einspannen des Films und ähnlichen Arbeiten für Die goldene Karosse (Regie: Jean Renoir).
Seine eigentliche Karriere begann Massaccesi an der Kamera: Ab 1961 war er als Kameraassistent tätig (so auch 1963 in Jean-Luc Godards Die Verachtung und 1967 in Franco Zeffirellis Der Widerspenstigen Zähmung), ab 1967 dann auch als Kameramann. Durch seine Fähigkeiten und handwerkliche Verlässlichkeit in diesem Bereich wurde er äußerst häufig und regelmäßig eingesetzt, vor allem in Low-Budget Produktionen.
Als Regisseur wirkte Massaccesi erstmals 1972: Es handelt sich um den in nur sechs Tagen gedrehten Pokerface auf krummen Touren, für den der Produzent Diego Spataro unter dem Pseudonym Dick Spitfire in den Credits erschien. Der Film wurde vom Verleih jedoch erst 1975 in die Kinos gebracht und stellte sich (dadurch?) als kommerzieller Misserfolg heraus. Seinen zweiten Western Kopfgeld für einen Killer (1972) drehte Massaccesi in Zusammenarbeit mit Oscar Santaniello (aka Oscar Faradine).
Die Wende zum Erotikfilm zeichnete sich in den Jahren von 1972 bis 1975 schon deutlich ab, wenn auch Massaccesi zwischendurch auch den offenbar noch nie deutsch synchronisierten Kriegsfilm Eroi all’inferno (1973, mit Klaus Kinski in einer Nebenrolle), den Gruselfilm Die Mörderbestien (1973, ebenfalls mit Kinski) und den ungewöhnlichen, in Kanada spielenden Western Die Rotröcke (1974, mit Fabio Testi in der Hauptrolle) drehte, den Massaccesi für den besten Film dieser Schaffensperiode hielt. Hauptsächlich widmete sich Massaccesi jedoch dem sogenannten Decamerotico – episodenhaft angelegten erotische Komödien im historischen Gewand der Renaissance im Fahrwasser des Kinoerfolgs Decameron (1970) von Pier Paolo Pasolini. Massaccesis Genrebeiträge liegen bis auf Hemmungslos der Lust verfallen (1972) bisher offenbar nicht in deutscher Synchronisation vor.
Während Massaccesi für seine Kameraarbeit und auch für die Arbeit am Drehbuch stets mit seinem echten Namen erschien, gab er als Regisseur in der Regel ein Pseudonym an. Das hat häufig zur Folge, dass er bei ein und demselben Film in den Credits sowohl unter seinem echten Namen als auch unter einem Pseudonym erscheint. Massaccesi begründete das damit, dass es seinem professionellen Ruf als Kameramann geschadet hätte, wenn bekannt geworden wäre, dass er auch der Regisseur desselben Filmes war. Zugleich hätten ihm die Pseudonyme dabei geholfen, die unterschiedlichen Genres, in denen er arbeitete, klar auseinanderzuhalten.
Die Ausnahme blieb Die Mörderbestien, zu dem er sich auch als Regisseur mit seinem eigenen Namen bekannte. Er hatte für den Film in Alleinarbeit und offensichtlich inspiriert von Edgar Allan Poes Erzählung The Black Cat das Drehbuch verfasst. Der Grund für den Schritt, nun erstmals persönlich als Regisseur hervorzutreten, lag, so Massaccesi selbst, im relativ hohen Budget von 140 Millionen Lire und dem Mitwirken namhafter Schauspieler.

## Als Regisseur und Produzent an der Öffentlichkeit
Seit 1973 spezialisierte sich Massaccesi zunehmend auf das Genre des Erotikfilms, zunächst noch ohne pornographische Szenen. Seiner Aussage zufolge vollzog er diesen Schritt schlicht, weil der Erotikfilm damals am einträglichsten war und die meisten Regieangebote mit sich brachte.
In Foltergarten der Sinnlichkeit (1975) brachte D’Amato erstmals das Motiv des Kannibalismus ein, das er wiederholt in seinen Filmen aufnahm.
In den Jahren von 1976 bis 1978 drehte er die Serie der um die wunderschöne, hochintelligente und sexuell aufgeschlossene Reporterin Black Emanuelle (Laura Gemser in der Hauptrolle) kreisenden Erotikfilme, die durch ihre exotischen Locations, die bestechende Filmmusik von Nico Fidenco und durch die lebendige und professionelle Kameraführung von Massaccesi selbst überzeugen konnten. Die Atmosphäre der Filme vermittelt ein sorgloses und genussbetontes Lebensgefühl, in dem aber auch Härten – vor allem in den ungekürzten Versionen – nicht fehlen. Der jeweils zugrundegelegten Thematik (etwa Mädchenhandel, Kannibalismus, Pressefreiheit) versuchen die Filme geradezu demonstrativ in keiner Weise gerecht zu werden, vielmehr wird sie zumeist für weitere einschlägige Szenen genutzt (Sexploitation), die angesichts des leichtgängigen Grundtons dieser Filme umso eher als irritierend beziehungsweise abstoßend empfunden werden können. Besonders berüchtigt ist der Film Black Emanuelle – Stunden wilder Lust (1977) mit einer Szene, in der eine unbekleidete Blondine einen Handjob an einem Pferd vollzieht (die Ejakulation wird nicht gezeigt), und einer weiteren, in der sich die Hauptdarstellerin, zwischen Lust und Abscheu hin- und hergerissen, einen Teil eines äußerst real wirkenden Snuff-Film ansehen muss; der Großteil der Laufzeit ist freilich mehr oder weniger konventionellen Hardcore-Szenarien gewidmet.
Von den beiden Filmen, in denen Massaccesis Wunsch, seine Lieblingsgenres Horror und Erotik zu mischen, am deutlichsten zutage tritt, namentlich Nackt unter Kannibalen (1977) und In der Gewalt der Zombies (1980), war ersterer wie die anderen Teile der Black-Emanuelle-Reihe (vor allem im Ausland) ein kommerzieller Erfolg, letzterer ein Fiasko. Massaccesi führte den Misserfolg von In der Gewalt der Zombies auf den Widerwillen des Publikums allgemein zurück, die Kontamination der beiden Genres zu akzeptieren, vor allem im Fall des Zombiefilms, in dem wieder ein Großteil der Laufzeit den überlangen Hardcore-Szenen gewidmet war. Ähnlich versuchte er diese spezifische Genremischung bei Insel der Zombies (Porno Holocaust, 1981) und anderen Hardcore-Filmen, die Massaccesi damals mit einem im Kern gleichbleibenden Team von Darstellern (darunter um das Jahr 1980 in Santo Domingo und Umgebung) drehte.
Dem Gore wandte er sich aus der Überzeugung zu, dass dieser wie auch die Softcore-Erotik ein zeitloses Genre darstelle, das immer sein Publikum fände. Zudem sei er, wie er in einem Interview bekannte, nicht so geschickt im Erzeugen von Spannung (von ihm selbst gewähltes Beispiel ist sein „am wenigsten gelungener Horrorfilm“ Man-Eater – Der Menschenfresser (1980) – viele Fans werden hier wohl heftigst widersprechen wollen), sodass er dafür im Gore-Bereich zulege.
Man-Eater – Der Menschenfresser (basierend auf einer Idee seines Freundes Luigi Montefiori) fällt für Massaccesi zeitlich zusammen mit der Gründung seiner eigenen Filmgesellschaft Filmirage, die unter anderem Filme von Umberto Lenzi, Michele Soavi, Claudio Fragasso und Lucio Fulci ermöglichte.
Die für D’Amato im Ausland am einträglichsten Filme waren laut eigener Aussage Sklavin für einen Sommer (Originaltitel L’alcova; 1984, mit Laura Gemser und Lilli Carati) und Elf Tage, elf Nächte (1986, mit Jessica Moore). In Italien selbst seien alle seine Filme gut gelaufen.
Ab 1995 bis zu seinem Tod im Januar 1999 befasste sich Massaccesi überwiegend mit der Produktion von Pornofilmen. In Deutschland wurden diese von der Filmproduktionsgesellschaft Tabu & Love Film veröffentlicht.
Für den Dokumentarfilm Heidi im Pornoland über die Pornodarstellerin Laetitia, der 1996 mit großem Erfolg im Schweizer Fernsehen lief, wurde unter anderem an einem Porno-Set von D’Amato gedreht, der auch zu Wort kommt.

## Arbeitsweise und Einstellung zur Arbeit
Auf die Frage, wo seine Begabung am ehesten liege: Regisseur, Produzent oder Kameramann, antwortete Massaccesi: „Vielleicht als Kameramann, insofern als Filmemachen mit Bildern beginnt, was mich dazu verpflichtet, große Sorgfalt auf die Qualität der Kameraarbeit zu legen.“
Massaccesis Methoden (er nutzte Aufnahmen aus anderen Filmen und baute sie in seine eigenen ein), der schockierende Inhalt einiger seiner Filme (einer seiner Erotikfilme aus der Emmanuelle-Reihe drehte sich um Kannibalismus) und seine Vorliebe, in der Öffentlichkeit zu stehen (in Man-Eater – Der Menschenfresser wird ein Fötus von einem Kannibalen verspeist, was für viele Diskussionen sorgte), führten dazu, dass er als Regisseur von Exploitation-Filmen berühmt wurde.
Massaccesi trat unter vielen Pseudonymen auf, um seine Drehbücher besser zu verkaufen. Aufgrund seiner vielen Pseudonyme wird davon ausgegangen, dass es noch viele Filme von Massaccesi gibt, die bis heute nicht als seine erkannt wurden.
Massaccesi war einerseits – so klingt es wiederholt in Interviews durch – ein echter Filmbegeisterter, vor allem was den handwerklichen Aspekt des Filmemachens angeht. Da er jedoch ab den späten 1970ern seine Filme fast ausschließlich auch selbst produzierte, musste er darauf achten, auch finanziell erfolgreich zu arbeiten, was ihn letztlich dazu brachte, sich ab 1994 bis zu seinem Tod 1999 fast ausschließlich der Produktion von Hardcorepornographie zu widmen, bei der der finanzielle Erfolg gesichert war. Seine große Liebe galt freilich nach wie vor dem Abenteuerfilm – so zählte etwa Steven Spielbergs Indiana-Jones-Trilogie zu seinen Lieblingsfilmen – und dem Softerotik-Genre; doch schienen ihm diese Genres im Vergleich zur Hardcoreproduktion finanziell zu riskant, als dass er sich ihnen nochmals gewidmet hätte – mit einer einzigen Ausnahme, dem ein Jahr vor seinem Tod gedrehten Piratenabenteuerfilm I Predatori delle Antille (Tortuga).
Massaccesi schloss sich wiederholt an einen erfolgreichen Film an:
- 1981 veröffentlichte Massaccesi Caligula 2, den er als Fortsetzung von Caligula vermarktete und ein ähnliches Werbeplakat verwendete.
- Kurz nach der Veröffentlichung von Conan der Barbar wurde von Massaccesi der Film Ator – Herr des Feuers veröffentlicht, der eine ähnliche Handlung hat. Nach Conan der Zerstörer wurde von Massaccesi Ator II – Der Unbesiegbare veröffentlicht. Nach der Ankündigung, dass es keine weiteren Teile der Conan-Saga geben würde, verkündete auch Massaccesi den Schluss der Ator-Saga.

## Filmografie (Auswahl)

### Kameramann
- 1970: Django und Sartana kommen (Arrivano Django e Sartana… è la fine!)
- 1970: Tote werfen keine Schatten (Inginocchiati straniero… i cadaveri non fanno ombra!)
- 1971: Adios Companeros (Giù la testa… hombre)
- 1972: Ben und Charlie (Amico, stammi lontano almeno un palmo)
- 1972: Das Geheimnis der grünen Stecknadel (Cosa avete fatto a Solange?)
- 1974: Herr Oberst haben eine Macke (Il colonnello Buttiglione diventa generale)
- 1976: Feuerstoß (Una Magnum special per Tony Saitta)

### Regie
- 1972: Arriva Eldorado (Scansati… a Trinità arriva Eldorado) (auch Kamera und Darsteller)
- 1972: Kopfgeld für einen Killer (Un bounty killer a Trinità)
- 1975: Die Rotröcke (Giubbe rosse)
- 1975: Foltergarten der Sinnlichkeit (Emanuelle e Françoise (Le sorelline))
- 1976: Nackte Eva (Eva nera) (auch Buch und Kamera)
- 1976: Black Emanuelle 2. Teil (Emanuelle nera: Orient reportage)
- 1976: Black Emanuelle – Stunden wilder Lust (Emanuelle in America)
- 1977: Emanuela – Alle Lüste dieser Welt (Emanuelle – Perché violenza alle donne?)
- 1977: Nackt unter Kannibalen (Emanuelle e gli ultimi cannibali)
- 1978: Sklavenmarkt der weißen Mädchen (La via della prostituzione)
- 1978: Die Aasgeier kommen – Killer Mission (Duri a morire)
- 1978: Papaya – Die Liebesgöttin der Kannibalen (Papaya dei Caraibi)
- 1979: Sado – Stoß das Tor zur Hölle auf (Buio Omega)
- 1980: In der Gewalt der Zombies (Le notti erotiche dei morti viventi)
- 1980: Man-Eater – Der Menschenfresser (Antropophagus)
- 1980: Orgasmo Nero III – Schwarze Haut auf weißem Sand (Sesso nero)
- 1980: Woodoo-Baby – Sex und schwarze Magie in der Karibik (Orgasmo nero)
- 1981: Insel der Zombies (Porno Holocaust)
- 1981: Absurd (Rosso sangue)
- 1982: Ator – Herr des Feuers (Ator l'invincibile)
- 1983: Ator II – Der Unbesiegbare (Ator 2 – L'invincibile Orion)
- 1983: Endgame – Das letzte Spiel mit dem Tod (Endgame – Bronx lotta finale)
- 1983: 2020 – Texas Gladiators (Anno 2020 – I gladiatori del futuro)
- 1984: Sklavin für einen Sommer (L'alcova)
- 1986: Skandalöse Emanuelle – Die Lust am Zuschauen (Voglia di guardare)
- 1987: Killing Birds (Special Effects & Produzent)
- 1988: Top Model
- 1990: Troll 3 (Quest for the Mighty Sword)
- 1992: Frankenstein 2000 (Ritorno dalla morte)

#### Pornofilme (Auswahl)
- 1997: Olympus: Rifugio degli dei
- 1998: Die Frau in der eisernen Maske (Anita e la maschera di ferro)

### Darsteller
- 1968: Bekreuzige Dich, Fremder (Straniero… fatti il segno della Croce!) (auch Regie- und Kameraassistent)

### Produktion
- 1987: Aquarius – Theater des Todes (Deliria)
- 1990: Contamination .7 (Produzent)

## Belege
- Luca M. Palmerini, Gaetano Mistretta: Spaghetti Nightmares. Fantasma Books, Key West 1996, ISBN 0-9634982-7-4, S. 77–80 und 105–106.